# کاموراسکا، کبک
کاموراسکا (به فرانسوی: Kamouraska) شهری در منطقه شهری کاموراسکا ناحیه با-سن-لوران در استان کبک کانادا است. در سرشماری سال ۲۰۱۱ این شهر ۷۱۵ نفر جمعیت داشته‌است و مساحت آن ۴۰٫۸۱ کیلومتر مربع است.